# Sebastian Ciobanu
Sebastian Ciobanu (n. 17 martie 1985) este un kickboxer român care luptă în promoțiile K-1 și SUPERKOMBAT, la categoria grea.

## Cariera

### K-1
Sebastian Ciobanu și-a făcut debutul în K-1 în anul 2009, în calificările pentru gala ”K-1 World Grand Prix 2009” din Tokyo, contra ucraineanului Serghei Lașcenko.
Cea mai mare performanță din cariera sa a obținut-o în 2010, când a devenit finalist la gala ”K-1 World Grand Prix 2010 Bucharest”, într-un turneu în care îl învinse pe Mighty Mo prin KO.
Pe 20 octombrie 2012, Ciobanu l-a întâlnit pe Dževad Poturak la SuperKombat World Grand Prix 2012 IV, în Arad, învingându-l pe bosniac la puncte și câștigând un wild card pentru SuperKombat Final Elimination din 10 noiembrie.
Pe 10 noiembrie, Ciobanu avea să câștige la Craiova pe Roman Kleibl în cadrul SuperKombat World Grand Prix 2012 Final Elimination, care reprezintă sferturile de finală pentru SuperKombat World Grand Prix 2012.

## Titluri
- 2013 Superkombat World Grand Prix II — campion
- K-1 World Grand Prix 2010 Bucharest — finalist
- 2009 K-1 Rules Tournament Budapest — finalist
- Local Kombat 20 — campion

## Rezultate în kickboxing
| 28 de victorii (4 (T)KO's, 23 decizii), 21 înfrângeri. 1 remiză |            |                     |                                                                                           |                             |       |      |
| Data                                                            | Rezultat   | Oponent             | Eveniment                                                                                 | Metoda                      | Runda | Ora  |
| 2016-10-01                                                      | Victorie   | George Davies       | SUPERKOMBAT, România                                                                      | Decizie                     | 3     | 3:00 |
| 2016-07-02                                                      | Înfrângere | Yousri Belgaroui    | Respect World Series 2, Londra, Anglia                                                    | KO (high knee)              | 1     |      |
| 2015-12-19                                                      | Înfrângere | Wang Chongyang      | Kunlun Fight 35, Luoyang, China                                                           | Decizie (Unanim)            | 3     |      |
| 2015-11-16                                                      | Înfrângere | Muharrem Hasani     | Illyrian Fight night, Winterthur, Elveția                                                 | KO (punches)                | 3     |      |
| 2015-10-16                                                      | Înfrângere | Tarik Khbabez       | ACB KB 3: Grand Prix Final, Sibiu, România                                                | Decizie (Unanim)            | 3     | 3:00 |
| 2015-09-26                                                      | Înfrângere | Julius Mocka        | KOK World GP 2015 - Heavyweight Tournament, Quarter Finals, Chișinău, Republica Moldova   | Decizie (Split)             | 3     | 3:00 |
| 2015-06-19                                                      | Înfrângere | Fabio Kwasi         | SUPERKOMBAT World Grand Prix III 2015, Constanța, România                                 | Decizie                     | 3     | 3:00 |
| 2015-04-17                                                      | Înfrângere | Gökhan Saki         | GFC Fight Series 3, Dubai, EAU                                                            | Decizie (Unanim)            | 3     | 3:00 |
| 2015-04-04                                                      | Înfrângere | Maxim Bolotov       | KOK World GP 2015 Chisinau, Chișinău, Republica Moldova                                   | Decizie (Unanim)            | 3     | 3:00 |
| 2014-10-31                                                      | Înfrângere | Vladimir Mineev     | New Stream, Moscova, Rusia                                                                | TKO (Punches)               | 2     |      |
| 2014-08-02                                                      | Victorie   | Nikolaj Falin       | SUPERKOMBAT New Heroes 8, Constanța, România                                              | Decizie (Unanim)            | 3     | 3:00 |
| 2014-05-24                                                      | Remiză     | Corentin Jallon     | SUPERKOMBAT World Grand Prix II 2014, Mamaia, România                                     | Remiză                      | 3     | 3:00 |
| 2014-04-12                                                      | Victorie   | Enver Šljivar       | SUPERKOMBAT World Grand Prix I 2014, Reșița, România                                      | Decizie (Unanim)            | 3     | 3:00 |
| 2013-10-12                                                      | Înfrângere | Redouan Cairo       | SuperKombat World Grand Prix IV 2013, Giurgiu, România                                    | KO (Knee)                   | 3     |      |
| 2013-06-14                                                      | Înfrângere | Tomáš Hron          | Time of Gladiators, Brno, Cehia                                                           | Decizie (Unanim)            | 3     | 3:00 |
| For King of the Ring (+95kg) World title.                       |            |                     |                                                                                           |                             |       |      |
| 2013-05-18                                                      | Victorie   | Frank Muñoz         | SuperKombat World Grand Prix II 2013, Final, Craiova, România                             | Ext. R Decizie (Unanim)     | 4     | 3:00 |
| Wins Superkombat World Grand Prix II tournament title.          |            |                     |                                                                                           |                             |       |      |
| 2013-05-18                                                      | Victorie   | Vladimir Toktasynov | SuperKombat World Grand Prix II 2013, Semifinale, Craiova, România                        | Decizie (Unanim)            | 3     | 3:00 |
| 2012-12-22                                                      | Înfrângere | Ismael Londt        | SuperKombat World Grand Prix 2012 Final, Semifinale, București, România                   | TKO (Cut)                   | 2     |      |
| 2012-11-10                                                      | Victorie   | Roman Kleibl        | SuperKombat World Grand Prix 2012 Final Elimination, Sferturi de finală, Craiova, România | Decizie (Split)             | 3     | 3:00 |
| 2012-10-20                                                      | Victorie   | Dževad Poturak      | SuperKombat World Grand Prix IV 2012, Arad, România                                       | Decizie (Unanim)            | 3     | 3:00 |
| 2012-05-12                                                      | Victorie   | Redouan Cairo       | SuperKombat World Grand Prix II 2012, Cluj Napoca, România                                | TKO                         | 2     | 0:12 |
| 2011-10-15                                                      | Victorie   | Ali Cenik           | SuperKombat World Grand Prix IV 2011, Piatra Neamț, România                               | Decizie (Split)             | 3     | 3:00 |
| 2011-07-16                                                      | Înfrângere | Ismael Londt        | SuperKombat World Grand Prix II 2011 Semi Finals, Constanța, România                      | KO (Left hook)              | 3     | 0:37 |
| 2011-05-21                                                      | Victorie   | Ratislav Talarovic  | SuperKombat World Grand Prix I 2011, București, România                                   | Decizie (Unanim)            | 3     | 3:00 |
| 2011-03-18                                                      | Înfrângere | Freddy Kemayo       | SuperKombat: The Pilot Show, Râmnicu Vâlcea, România                                      | Ext. R Decision (Unanimous) | 4     | 3:00 |
| 2010-11-20                                                      | Victorie   | Petar Valkov        | Local Kombat "10 ani in ring", Sibiu, România                                             | Decizie                     | 3     | 3:00 |
| 2010-10-29                                                      | Înfrângere | Erhan Deniz         | Sarajevo Fight Night 2, Sarajevo, Bosnia și Herțegovina                                   | Decizie (Unanim)            | 3     | 3:00 |
| 2010-05-21                                                      | Înfrângere | Freddy Kemayo       | K-1 World Grand Prix 2010, București, România                                             | KO                          | 3     | 2:46 |
| For K-1 World Grand Prix 2010 tournament title.                 |            |                     |                                                                                           |                             |       |      |
| 2010-05-21                                                      | Victorie   | Mighty Mo           | K-1 World Grand Prix 2010, București, România                                             | KO                          | 1     | 2:24 |
| 2010-05-21                                                      | Victorie   | Daniil Sapljoshin   | K-1 World Grand Prix 2010, București, România                                             | KO                          | 1     | 0:47 |
| 2009-12-12                                                      | Înfrângere | Mounier Zekhnini    | K-1 ColliZion 2009 Final Tournament, Praga, Cehia                                         | Decizie (Unanim)            | 3     | 3:00 |
| 2009-08-11                                                      | Înfrângere | Serghei Lașcenko    | K-1 World Grand Prix 2009 in Tokyo Final 16 Qualifying GP, Tokyo, Japonia                 | Decizie (Unanim)            | 3     | 3:00 |
| 2009-07-03                                                      | Victorie   | Matias Baric        | K-1 ColliZion 2009 Sarajevo, Sarajevo, Bosnia și Herțegovina                              | Ext. R Decision (Unanimous) | 4     | 3:00 |
| 2009-05-16                                                      | Victorie   | Petr Vondracek      | K-1 ColliZion 2009 Mladá Boleslav, Mlada Boleslav, Cehia                                  | Decizie (Unanim)            | 3     | 3:00 |
| 2009-04-12                                                      | Victorie   | Doug Viney          | Local Kombat 33, România                                                                  | Decizie (Unanim)            | 3     | 3:00 |
| 2009-02-28                                                      | Înfrângere | Mladen Brestovac    | K-1 Rules Tournament 2009 in Budapest, Budapesta, Ungaria                                 | Ext. R Decision (Unanimous) | 4     | 3:00 |
| For K-1 Rules Tournament 2009 in Budapest tournament title.     |            |                     |                                                                                           |                             |       |      |
| 2009-02-28                                                      | Victorie   | Roman Kleibl        | K-1 Rules Tournament 2009 in Budapest, Budapesta, Ungaria                                 | Decizie (Unanim)            | 3     | 3:00 |
| 2009-02-28                                                      | Victorie   | Dániel Török        | K-1 Rules Tournament 2009 in Budapest, Budapesta, Ungaria                                 | Decizie (Unanim)            | 3     | 3:00 |
| 2008-12-12                                                      | Victorie   | Jaime Fletcher      | Local Kombat 32, Ploiești, România                                                        | Decizie (Unanim)            | 3     | 3:00 |
| 2008-11-06                                                      | Victorie   | Petr Vondracek      | Local Kombat 31, Buzău, România                                                           | Decizie                     | 3     | 3:00 |
| 2008-06-06                                                      | Înfrângere | Zabit Samedov       | Local Kombat 30, Timișoara, România                                                       | Ext.R Decision              | 4     | 3:00 |
| 2008-03-15                                                      | Victorie   | Dženan Poturak      | Local Kombat 29, Arad, România                                                            | Decizie                     | 3     | 3:00 |
| 2007-12-14                                                      | Victorie   | Lionel Joseph       | Local Kombat 28, Brașov, România                                                          | Decizie                     | 3     | 3:00 |
| 2007-06-15                                                      | Victorie   | Samir Dourid        | Local Kombat 26, Iași, România                                                            | Decizie                     | 3     | 3:00 |
| 2006-12-16                                                      | Victorie   | Omar Benmahdi       | Local Kombat 24, București, România                                                       | Ext. R Decision             | 4     | 3:00 |
| 2006-09-29                                                      | Victorie   | Roman Hurtik        | Local Kombat 22, Iași, România                                                            | TKO                         | 3     |      |
| 2006-04-14                                                      | Victorie   | Alexandru Nedelcu   | Local Kombat 20, Râmnicu Vâlcea, România                                                  | Decizie                     | 3     | 3:00 |
| Wins Local Kombat 20 tournament title.                          |            |                     |                                                                                           |                             |       |      |
| 2006-04-14                                                      | Victorie   | Florin Ghiță        | Local Kombat 20, Râmnicu Vâlcea, România                                                  | Decizie                     | 3     | 3:00 |
| 2006-03-10                                                      | Victorie   | Alexandru Nedelcu   | Local Kombat 19, Iași, România                                                            | Decizie                     | 3     | 3:00 |
| 2005-05-14                                                      | Înfrângere | Marius Tiță         | Local Kombat 14, București, România                                                       | Decizie                     | 3     | 3:00 |